# بيرنارد غوردون
بيرنارد غوردون (بالإنجليزية: Bernard Marshall Gordon) (و. 1927 – م) هو ضابط، وعالِم حاسب آلي، ومهندس من الولايات المتحدة الأمريكية . وهو عضواً في جمعية مهندسي الكهرباء والإلكترونيات، والأكاديمية الوطنية للهندسة .

## التعليم
تعلم في معهد ماساتشوست للتكنولوجيا، وجامعة تافتس

## الخدمة العسكرية
خدم في بحرية الولايات المتحدة.

## جوائز
حصل على جوائز منها:
- قلادة العلوم الوطنية الأمريكية في مجال التكنولوجيا والإبتكار
- IEEE Ernst Weber Engineering Leadership Recognition [الإنجليزية]‏.